# Batalla de Langensalza (1761)
La Batalla de Langensalza tuvo lugar el 10 de febrero de 1761 y fue un enfrentamiento entre las fuerzas francesas y las fuerzas aliadas prusianas y hanoverianas durante la Guerra de los Siete Años. Se luchó cerca de Langensalza en lo que ahora es Alemania Oriental. Un avance aliado sorprendió a los franceses, de lo que resultó la captura de 2000 soldados franceses.

## Antecedentes
Después de la difícil campaña de 1760, los austriacos y los rusos tuvieron que interrumpir sus operaciones contra los prusianos. A continuación Frederick pidió a sus aliados anglo-hannoverianos a cuyo mando estaba Fernando de Brunswick-Lüneburg, que pasaran a la ofensiva contra los franceses en Hesse y para ello envió un cuerpo de 7000 soldados prusianos para apoyar esta ofensiva. El 26 de enero de 1761 el ejército francés obtuvo una victoria local sobre los prusianos en Franckenhausen, sita en Turingia.

## Procedimiento
El ejército prusiano comandado por Friedrich Wilhelm von Syburg se unió con los hanoverianos, que estaban bajo el mando de Friedrich von Spörcken. Se encontraron con las fuerzas francesas del conde de Stainville y el conde sajón de Solms .
Los ejércitos se enfrentaron a ambos lados del río Salza. Los franceses, atrapados en un valle embarrado y empapado por las lluvias, maniobraban con dificultad. Una columna francesa se extravió y tuvo que cruzar el vado Salza. La artillería francesa, situada en una cota demasiado baja no está en condiciones de bombardear la caballería prusiana que maniobraba en cotas más elevadas.
La batalla terminó con la derrota de las fuerzas franco-sajonas que perdieron casi 2000 soldados, entre muertos y capturados.

## Consecuencias
Fernando de Brunswick intentó aprovechar este éxito y de asediar Cassel con 15000 hannoverianos y, al mismo tiempo, puso sitio a Ziegenhayn y Marburg. Pero fracasó en tres intentos y fue derrotado 21 de marzo de 1761 en la batalla de Grünberg contra los franceses del mariscal de Broglie mientras que Federico II, que estaba amenazado en su flanco sur por las fuerzas austriacas e imperiales, no fue capaz de aprovechar las dificultades de los franceses.
La derrota de Langensalza contribuyó al declive del prestigio del ministro francés Choiseul, hermano del conde de Stainville y líder de la alianza austriaca.